# 프리 파이어
《프리 파이어》(영어: Free Fire)는 2016년에 제작된 영국의 블랙 코미디 액션 영화로, 벤 휘틀리 감독의 작품이다. 샬토 코플리, 킬리언 머피, 브리 라슨, 아미 해머, 잭 레이너가 출연한다.
2016년 9월 토론토 영화제에서 처음 공개되었으며, 2017년 3월 31일 영국 극장에서, 12월 7일 대한민국 극장에서 개봉하였다.

## 줄거리
1970년대, 보스턴의 폐공장에서 무기밀거래를 위해 여러 범죄자들이 모인다. IRA 멤버인 크리스와 프랭크는 스티보와 버니 콤비, 브로커인 저스틴, 오드를 대동하고 거래 현장으로 향한다. 총기 딜러인 버논과 마틴, 그리고 차량을 끌고 온 해리와 고든이 나타난다. 버논이 총을 잘못 갖고 오기는 했지만 거래는 성사될 기미를 보였고 돈이 든 가방이 놓여졌다.
갑자기 운전수인 해리가 스티보를 지목한다. 스티보는 전날 해리의 사촌을 성폭행해서 병원에 입원시킨 전적이 있었다. 둘의 다툼은 점차 격해졌고 다른 사람들은 둘을 진정시켰으나, 해리가 스티보를 총으로 쏘면서 느닷없는 총격전이 시작된다. 상대를 가리지 않는 무차별 총질이 이어지면서, 돈가방을 집어들려던 마틴이 머리에 총을 맞고 쓰러진다. 그리고 스티보의 친구 버니가 버논에게 총을 맞고 죽고 만다.
그 상황에 두 명의 저격수가 난입해서 사격을 시작한다. 한 명은 곧바로 사살되고 다른 한 명인 하워드를 오드가 알아본다. 하워드는 모두를 죽이고 돈을 가져가라는 의뢰를 받았다면서, 의뢰인의 정체를 밝히려 했으나, 입을 열기 직전 누군가에게 사살된다. 대치가 끝날 기미가 없자, 크리스는 다리에 부상을 입은 저스틴만이라도 기어서 빠져나가게 한다.
어디선가 전화벨이 울린다. 공장 사무실에 전화가 있다는 것이 밝혀지자, 크리스는 지원군을 불러 오려고 프랭크를 사무실로 보내고 버논이 뒤쫓는다. 프랭크는 사무실에 있던 기름통을 이용해 함정을 파서 버논을 불태우지만, 버논은 간신히 살아나 프랭크가 전화를 걸기 직전 쏘아 죽인다. 한편, 저스틴은 자신을 쫓아온 고든을 가까스로 죽이는 데 성공한다. 그리고 총을 맞고 쓰러진 마틴이 갑자기 의식을 되찾고는 자기 편에 총을 쏘아대면서, 자신이 버논을 배신하고 하워드를 고용한 자라고 떠든다. 마틴은 돈가방을 챙기는 데 성공하지만 상처가 도져 결국 죽어버린다. 크리스는 사무실에 도착해서 버논을 죽이고 전화를 걸어 지원군 리어리를 불러내지만, 얼마 못가 리어리는 해리에게 죽임을 당한다. 해리는 돈가방을 집어 들고 타고 왔던 차를 운전해서 달아나려 하지만 스티보가 매달린다. 해리는 스티보를 쓰러뜨린 뒤 차 바퀴로 머리를 깔아뭉개 버렸지만, 스티보가 그 직전에 총을 쏘아서 둘은 동시에 죽고 만다.
크리스는 오드와 동맹을 맺고 차에서 해리를 끄집어 낸뒤 달아나려 하지만, 배후의 저스틴에게 총을 맞고 죽는다. 저스틴이 자신이 마틴과 한패였음을 밝히자 크리스는 죽어가면서 그녀를 원망하지 않는다고 답한다. 저스틴은 돈을 챙겨 달아나려고 했으나, 경찰차의 사이렌이 멀리서 울린다. 저스틴은 달아날 수 없음을 깨닫는다.

## 출연
- 샬토 코플리 - 버논 역
- 킬리언 머피 - 크리스 역
- 브리 라슨 - 저스틴 역
- 아미 해머 - 오드 역
- 잭 레이너 - 해리 역
- 샘 라일리 - 스티보 역
- 엔조 실렌티 - 버니 역
- 마이클 스마일리 - 프랭크 역
- 마크 모네로 - 지미 역
- 바부 치세이 - 마틴 역
- 노아 테일러 - 고든 역
- 패트릭 버긴 - 호위 역
- 톰 데이비스 - 리어리 역

## 평가
김혜리 평론가는 씨네21에 기고한 리뷰에서, 휘틀리 감독이 표현한 간결한 리얼리즘적 총격전을 칭찬하며 '90분의 간결한 논스톱 엔터테인먼트가 될 잠재력이 충분하다'고 표현하였으나, 촬영과 편집이 인물의 동선을 제대로 표현하지 못하는 점을 지적하였다.